# Mythimna alboradiosa
Mythimna alboradiosa är en fjärilsart som beskrevs av Otto Staudinger 1901. Mythimna alboradiosa ingår i släktet Mythimna och familjen nattflyn. Inga underarter finns listade i Catalogue of Life.